# Marko Šuštaršič
 Marko Šuštaršič (* 13. November 1927 in Cerknica,  Jugoslawien (heute: Slowenien); † 27. März 1976 in Ljubljana) war ein jugoslawischer Maler und Grafiker. Er war ein wichtiger Vertreter der künstlerischen Avantgarde der jugoslawischen Malerei nach dem Zweiten Weltkrieg.

## Leben und Werk
Marko Šuštaršič studierte in den Jahren 1947 bis 1953 Malerei an der Akademie der Bildenden Künste in Ljubljana. In den Jahren 1956 bis 1957 unternahm er Studienreisen nach Paris und 1962 weiterer nach Amsterdam und Den Haag. Seine erste Ausstellung hatte er als Teil der "Gruppe von 53" im Jahre 1953, in der Modernen Galerie in Ljubljana.
Die „Gruppe von 53“ zeichnete sich  weniger durch eine einheitliche inhaltliche oder stilistische Ausrichtung aus, als vielmehr durch die gemeinsame Ausstellungsmöglichkeiten. Šuštaršič  suchte mit seinem persönlichen Stil nach einem breiteren internationalen Raum um sich zu entfalten. Seine Ölbilder zeichneten sich durch eine besondere neue Figuration aus, die bunt und fast Comic-haft gehalten waren und Landschaften oder Häuser mit hineingestreuten Objekten  darstellten. Er war mit drei Ölbildern als Teilnehmer der documenta III im Jahr 1964 in Kassel in der Abteilung „Aspekte 1964“ vertreten. Marko Šuštaršič hatte zahlreiche weitere Ausstellungen im In- und Ausland.
Er erhielt mehrere Auszeichnungen für seine Arbeiten, unter anderem im Jahr 1962 den Preis Fonds Prešeren. Den größten Teil seines Lebens verbrachte er in seiner Wohnung und seinem Atelier in Ljubljana.